# Дуйе Чоп
Дуйе Чоп (на хърватски: Duje Čop) е хърватски футболист, нападател, който играе за Динамо Загреб.

## Кариера

### Хайдук Сплит
Чоп започва професионалната си кариера през сезон 2007/08, когато е на 17-годишна възраст. Хайдук Сплит завършва сезона на пето място, а Чоп записва 15 мача и 2 гола.

### Насионал Мадейра
През юли 2008 г. преминава в Насионал. Дебютира на 24 януари 2009 г. при 1:1 срещу Спортинг (Лисабон). На 6 април отбелязва и единствения си гол в португалския футбол срещу Рио Аве, при победата с 3:0. След това се завръща за 2 сезона в Хайдук.

### РНК Сплит
През юли 2011 г. прекратява договора си с Хайдук и подписва 4-годишен такъв с РНК Сплит. Дебютира в Лига Европа срещу словенския НК Домжале.

### Динамо (Загреб)
През юни на следващата година преминава в шампиона Динамо (Загреб). Започва сезон 2012/13 с гол срещу молдовския Шериф (Тираспол). Вкарва и друг важен гол в плейофа за Шампионска лига срещу НК Марибор. Участва в 6 мача от групите на шампионската лига. На 18 февруари 2013 г. вкарва хеттрик в дербито с НК Риека. Приключва сезон 2013/14 като голмайстор с 22 попадения. На 11 януари 2015 г. е даден под наем на Каляри до края на сезона. Три дни по-късно, дебютира срещу Парма в мач за Копа Италия. На 24-ти вкарва при триумфа с 2:1 над Сасуоло. На 16 юли 2015 г. е отдаден под наем на Малага за сезон 2015/16. Прави дебют срещу Севиля на 21 август. На 13 декември вкарва в 87-а минута срещу Райо Валекано, като в същия ден заплашва да напусне ако не играе по-често.

## Отличия

### Хайдук Сплит
- Носител на Купата на Хърватия (1): 2010

### Динамо (Загреб)
- Първа хърватска футболна лига (2): 2012/13, 2013/14
- Носител на Суперкупата на Хърватия (1): 2013

### Индивидуални
- Голмайстор на Първа хърватска футболна лига (1): 2013/14